# Gaio Manilio
Gaio Manilio (in latino: Gaius Manilius; fl. 67-66 a.C.) è stato un politico romano.
Propose, nelle vesti di tribuno della plebe, la cosiddetta lex Manilia (66 a.C.), con la quale si conferiva a Pompeo il comando della guerra contro Tigrane II e Mitridate VI, re del Ponto. Il 29 dicembre del 67 a.C., inoltre, propose la lex Manilia de libertinorum suffragiis, fatta approvare irregolarmente durante i ludi Compitalicii, che dava ai libertini il diritto di voto in tutte le tribù (ciascuno in quella del patrono), immediatamente cassata al 1º gennaio dai nuovi consoli Manio Emilio Lepido e Lucio Volcacio Tullo.